# Domitia marshalli
Domitia marshalli là một loài bọ cánh cứng trong họ Cerambycidae.